# Glendon College

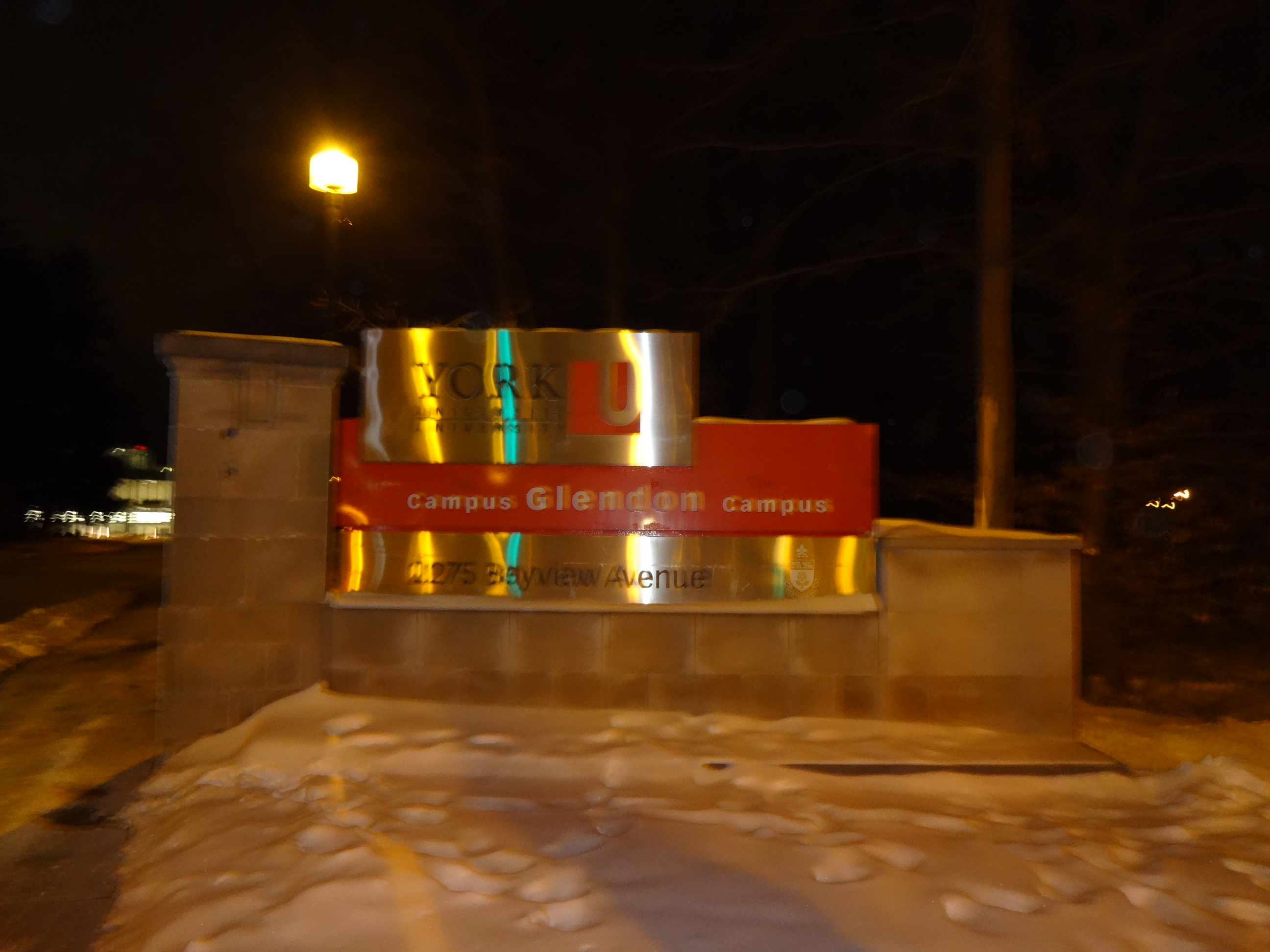
Entrada do campus.

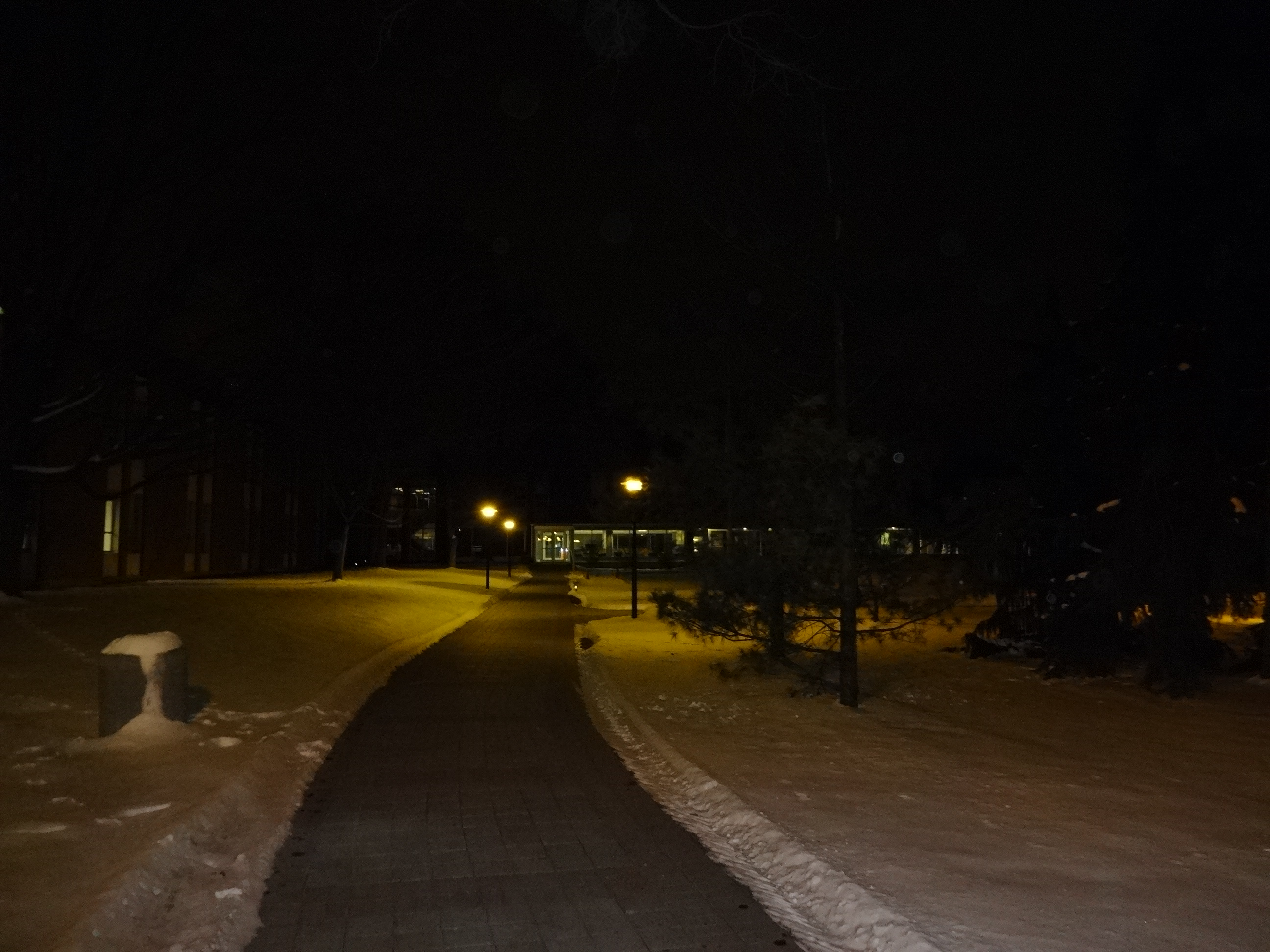
O campus durante a noite.

Glendon College (Francês: Collège universitaire Glendon) é um campus satélite da York University, em Toronto, Ontário, no Canadá.
O campus tem cursos bilingues em inglês e francês.
Conta com 2600 alunos.